# Glenn Cosey
Glenn Cosey, né le 17 février 1992, à Flint, dans le Michigan, est un joueur américain de basket-ball. Il évolue au poste de meneur.

## Parcours Universitaire
- 2010 - 2012 :  Cougars de Columbus State CC (NJCAA)
- 2012 - 2014 :  Colonels d'Eastern Kentucky (NCAA I)

## Clubs successifs
- 2014 - 2015 :  ALM Évreux Basket (Pro B)
- 2015 - 2016 : 
  -  KK Zadar (A1 Liga)
  -  Pertevniyal Istanbul (T2BL)
- 2016 - 2017 :  Orsi Derthona Basket Tortona (Legadue)
- 2017 - 2018 :  Polski Cukier Torun (PLK)
- 2018 - 2019 :
  -  Seoul Samsung Thunders (KBL)
  -  VEF Riga (LBL)
  -  ČEZ Nymburk (NBL)
- 2019 - 2020 :  KK Krka Novo Mesto (1. A SKL)
- 2020 - 2021 : 
  -  Bakken Bears (Basketligaen)
  -  GS Lávrio (ESAKE)

## Palmarès
- Coupe de Pologne 2018.

## Récompenses
- Membre de l'équipe type d'Ohio Valley Conference 2014
- Membre de l'équipe type rookie d'Ohio Valley Conference 2013